# Karl's kühne Gassenschau
 (août 2022).
Si vous disposez d'ouvrages ou d'articles de référence ou si vous connaissez des sites web de qualité traitant du thème abordé ici, merci de compléter l'article en donnant les références utiles à sa vérifiabilité et en les liant à la section « Notes et références ».
 (août 2022).
Karl's kühne Gassenschau, qui peut se traduire littéralement par « Spectacle de rue téméraire de Charles », est une troupe de théâtre de rue suisse alémanique.

## Histoire
Karl's kühne Gassenschau fut d'abord un cirque de rue, créé en 1984 par Ernesto Graf et réunissant six artistes qui s'étaient rencontrés à l'école de mime d'Ilg, à Zurich. La première des 95 représentations de la troupe eut lieu le 10 août 1984 sur la promenade du lac de Zurich. La troupe réalise par la suite de plus grosses productions, s'approchant du théâtre tout en gardant le côté spectaculaire et artistique du cirque.
Depuis le spectacle S.T.E.I.N.B.R.U.C.H, les productions de la troupe ont toujours lieu dans des carrières, dans des décors fabriqués à partir d'objets de récupération (épaves de voitures, conteneurs, etc.), et sont accompagnés de cascades, d'effets spéciaux pyrotechniques et de musique souvent rock, jouée en direct.

## Les spectacles

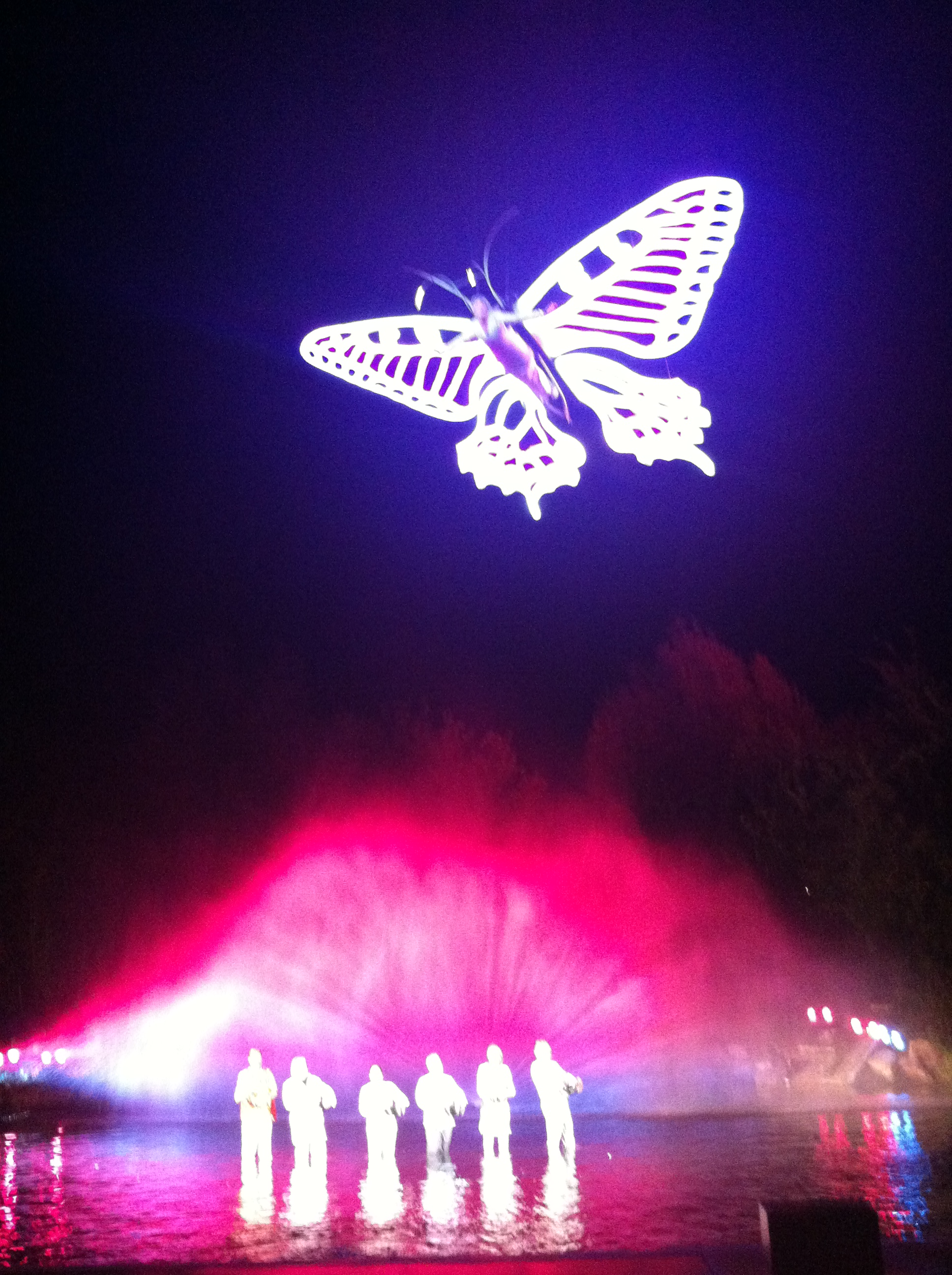
Vue d'un spectacle en 2012.

Le ciel et l'enfer et Croisière "MS Matterhorn"
Ces spectacles furent présentés entre autres au Theater Spektakel de Zurich et au Festival Monde du Cirque de Lausanne en 1987.
Chantier
Théâtre d’action humoristique, le spectacle tourna en 1989 et 1990 en Suisse et à l'étranger, notamment à Hambourg.
Uniform
Il s'agit d'une satire politique, présentée lors de plusieurs festivals et dans plusieurs villes de Suisse en 1992.
Citypassage
Ce spectacle est une critique sociale présentée en 1993 qui fut invité au festival français Éclat et au festival Kalambur de Wrocław, en Pologne.
S.T.E.I.N.B.R.U.C.H et r.u.p.t.u.r.e
S.T.E.I.N.B.R.U.C.H (carrière, au sens géologique, en français) fut le premier spectacle fixe de la troupe. Il fut présenté en 1994 et 1997 en allemand à Steinmaur, puis traduit en français et présenté l'année suivante sous le nom de r.u.p.t.u.r.e à Saint-Triphon à chaque fois dans une carrière. Le spectacle accueillit plus de 40 000 spectateurs en 75 représentations en Suisse alémanique et 50 000 en 85 représentations en Suisse romande.
Grand Paradis
Présenté en 1997 à Wallisellen (canton de Zurich) dans un théâtre sous chapiteau et coproduit par Harul’s Top Service. Ce spectacle ne fut pas traduit en français.
Stau et t.r.a.f.i.c
Les aventures d'automobilistes pris dans un bouchon. Présenté en 1998 et 2000 en Suisse allemande, ce spectacle fut également traduit et présenté à Saint-Triphon en 2001.
Tournée avec le cirque Knie
Karl's kühne Gassenschau accompagna la tournée 1999 du cirque Knie avec La Commission de l’Union Européenne procède à une expertise du cirque.
akua
Présenté en 2002 et 2003 à Würenlos et, en français, à Saint-Triphon en 2004 et 2005. Un lac artificiel fut creusé dans les carrières de Würenlos et de Saint-Triphon pour l'occasion. Le spectacle accueillit plus de 160 000 spectateurs en Suisse alémanique et 150 000 en Suisse romande.
Silo 8
Ce spectacle fut présenté en 2006 et 2007 à Winterthour et en 2008 et 2009 à Olten avant d'être traduit en français et présenté dans les carrières de Saint-Triphon en 2010. Il présente les aventures de six personnes âgées dans une maison de retraite du futur, en 2050.
Fabrikk
Fabrikk, qui se passe dans une fabrique artisanale de chocolat en passe d'être rachetée par des Chinois, est joué depuis le 21 mai 2013 à Olten, et de fin mai à septembre 2015 à Saint-Triphon.
Sektor1

## Prix
- 1990 : 1er prix du Festival National des Artistes de Rue de Chalon-sur-Saône.
- 1998 : Prix Walo dans la catégorie artistique pour leur spectacle STAU.
- 2003 : Prix Walo pour akua.
- 2006 : Prix Walo pour Silo 8.
- 2015 : Prix suisse de théâtre pour Fabrikk, par l'Office fédéral de la culture[2]